# トムソム
トムソム (タイ語：ต้มส้ม) は、タイ発祥の酸味のあるスープ。魚介類や鶏肉が入れられることが多い。

## 名称
トムはタイ語で「煮る」、ソムは「酸っぱい」をそれぞれ意味する。

## 歴史
トムソムはタイ北部でよく作られる。チュンポール・ジャンプライによれば、タイ語の「ソム」は伝統的に酸っぱいもの全般を指す言葉として使われてきた。

## 材料
タイのシェフであるボー・ソングヴィサヴァによると、トムソムのスープにはタマリンドやビリンビ、ニッパヤシの酢、ローゼルの花などの酸味のある食材のほか、唐辛子ペーストやシュリンプペースト（カピ）、コリアンダーの根、魚醤、エシャロットが用いられる。エビや魚などの魚介類や、鶏肉などの肉類は、調理の終盤過程で加えられることが普通である。

## 調理方法
食材を煮込んでスープを作り、その後しばしばふるいやチーズクロスで濾される。直前に細かく切った魚介類や鶏肉は提供する直前に加え、火が通るまで煮込む。

## 提供
トムソムは食事や食事の一部のほか、アハーン・カップ・クレーム（おつまみ）として食べられる。